# Montbizot
Montbizot é uma comuna francesa na região administrativa do País do Loire, no departamento de Sarthe. Estende-se por uma área de 11.38 km². Em 2010 a comuna tinha 1 820 habitantes (densidade: 159,9 hab./km²).